# ダブルトラブル
『ダブルトラブル』（原題：더블 트러블、英題： Double Trouble)は、定額制動画配信サービスWATCHAが制作したオリジナル音楽バラエティ番組。
男女10名の幅広い世代のアイドルが2人1組となりデュエット形式でヴォーカル、ラップ、ダンスなどそれぞれの武器を駆使しパフォーマンスを作り上げ、披露し、ベストパフォーマンスを競う。
2000年代にデビューしたアイドルから2020年にデビューした現役アイドルまで、多世代に渡る出演陣が一堂に集まった点が大きな見どころ。特に第5話、第6話、第7話にはキム・ジュンスがスペシャルゲストとして出演し、更に大きな話題を呼んだ。

## 出演者
イム・スロン（2AM）
チャン・ヒョンスン
テイル(Block B)
インソン（SF9）
キム・ドンハン（WEi）
コン・ミンジ
ヒョリン
チョア
チョン・ジウ（KARD）
マンデー
キム・ジュンス
（※キム・ジュンスの出演は5話、6話、7話のみ）
ほか

## 司会者
チャン・ドヨン
キム・ジソク